# Ford EXP
Ford EXP (он же Ford Escort EXP) — спортивный автомобиль, выпускавшийся компанией Ford Motor Company с 1982 по 1988 год.

## Первое поколение (1982—1985)

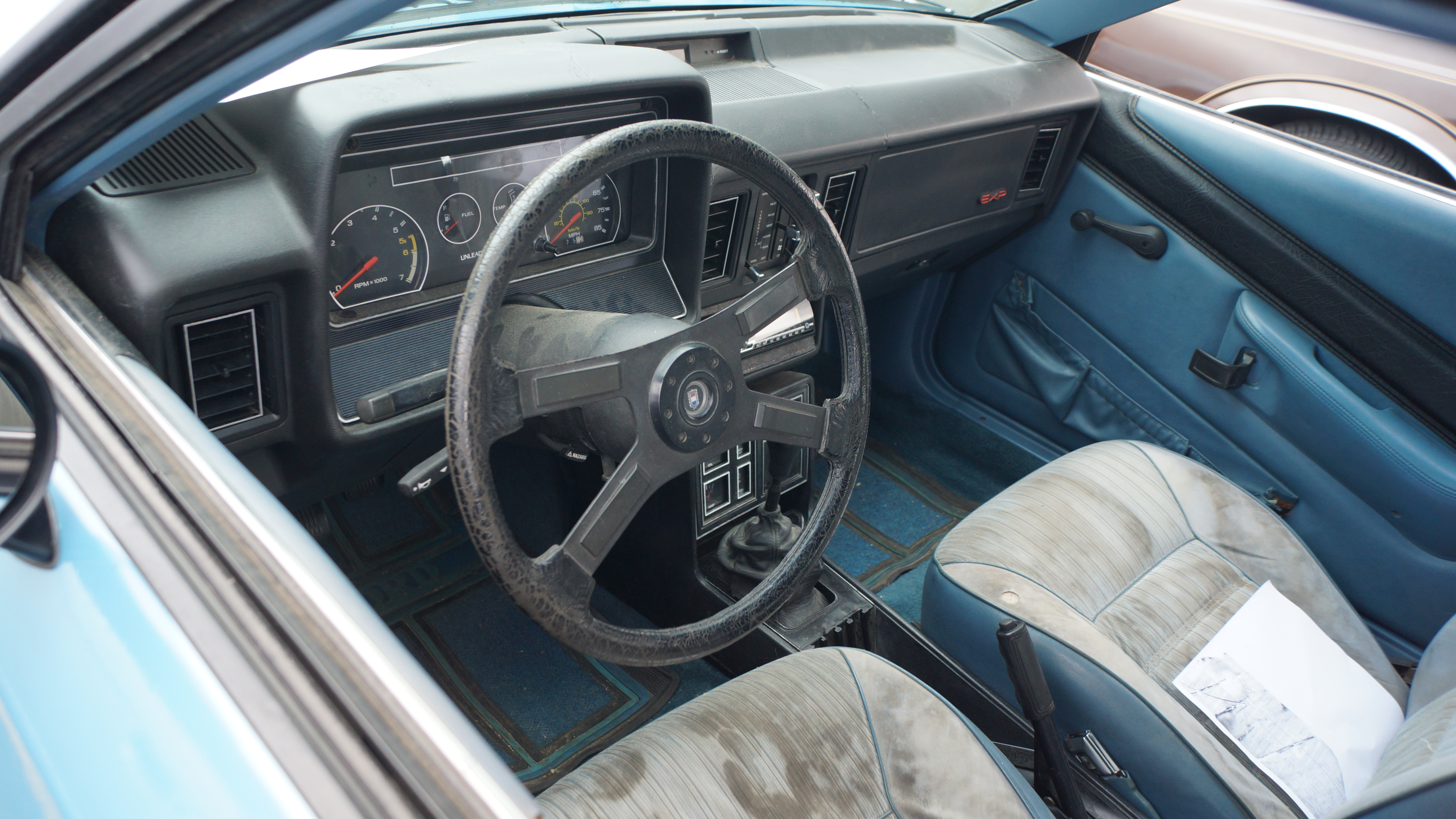
Интерьер

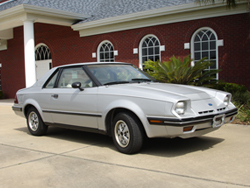
1982 Ford EXP

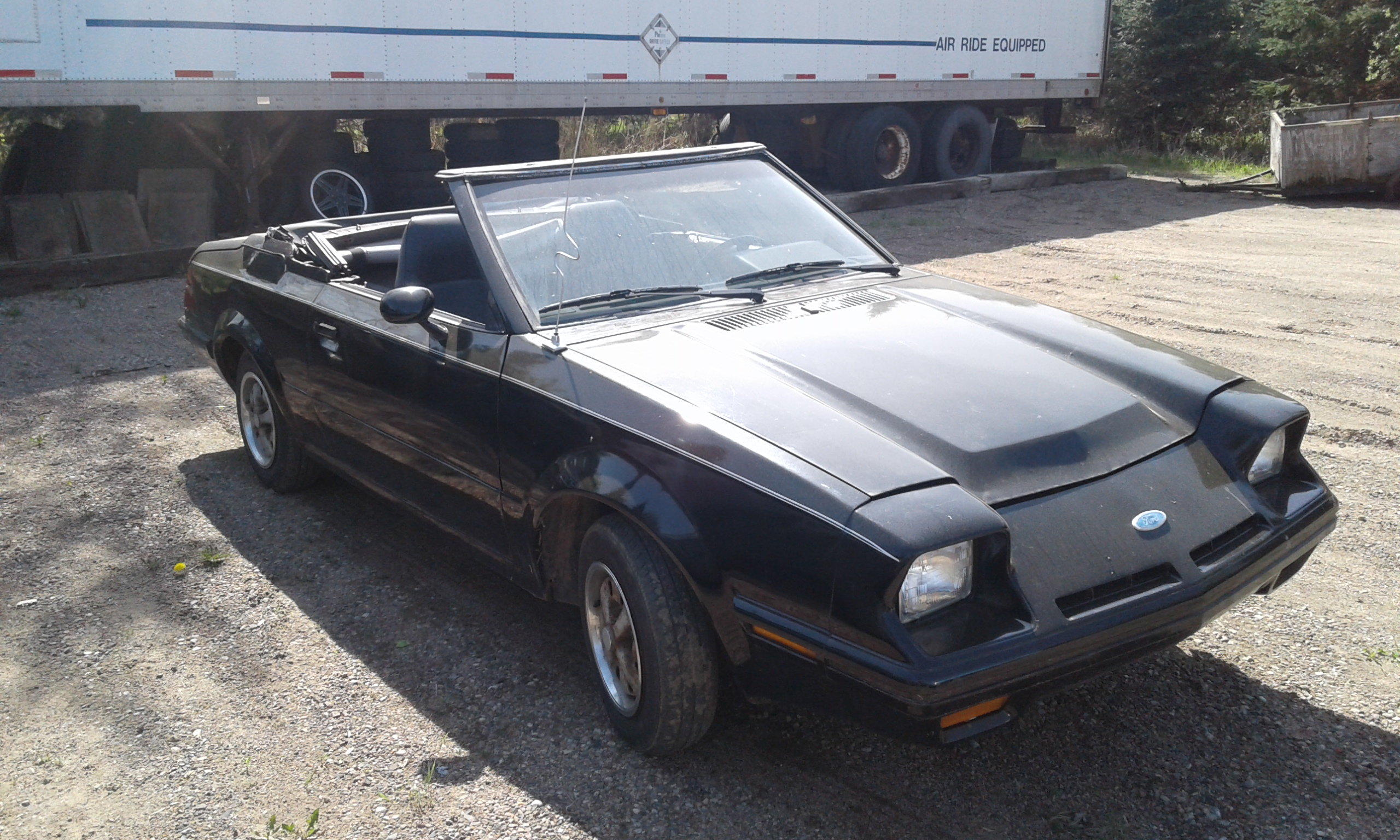
Кабриолет

Первое поколение Ford EXP выпускалось на базе Ford Escort с колёсной базой 2393 мм и переднеприводной (опционально — полноприводной) компоновкой. С высотой 1283 мм и шириной 4326 мм EXP был длиннее, выше и спортивнее, чем Escort.
Производительность не была сильной стороной автомобиля, поскольку EXP весил примерно на 90,7 кг больше, чем Escort, но имел тот же небольшой 1,6-литровый двигатель CVH мощностью 70 л.с. (52 кВт) и 4-ступенчатую механическую коробку передач MTX-I. Двигатель был специально разработан для североамериканского рынка с целью повышения топливной экономичности, в то время как европейские модели этих двигателей вращались быстрее и производили больше энергии. Первоначально предполагалось, что будет доступно два варианта двигателя: 1,3-литровый CVH и 1,6-литровый CVH, однако был сделан выбор в пользу более крупной версии. В Европе были представлены все варианты CVH, в то время как в Северной Америке были представлены только двигатели CVH объёмом 1,6, а затем и 1,9 л. Кроме того, подвеска такая же, как у европейских Ford Escort 1980-х годов, и почти во всех деталях схожа с североамериканскими моделями Ford Escort 1980-х годов. Тем не менее, в мартовском выпуске журнала Car and Driver за 1981 год сообщалось, что их расход топлива с механической коробкой передач составил 5,3 л/100 км.
Как у Ford, так и у Mercury LN7 было резко скошенное лобовое стекло, колёсные арки с выступающими кромками и широкие боковые молдинги кузова, расположенные недалеко от верхней части колёсного отсека. Решётка радиатора EXP состояла из двух горизонтальных прорезей на наклонной передней панели, в то время как у LN7 их было десять. Самым большим отличием был задний люк. В EXP использовался подъемный люк с плоским стеклом, аналогичный Mustang, в то время как в LN7 использовался люк с большим «пузырчатым» стеклом. Похожий стеклянный люк был также установлен на Mercury Capri второго поколения в 1983—1986 годах в качестве изменения стиля. Эти особенности снизили коэффициент аэродинамического сопротивления как для EXP (0,37), так и для LN7 (0,36), а также повысили топливную экономичность.
По цене, значительно превышающей стоимость Escort, EXP оснащался обширным списком стандартного оборудования. Он включал в себя тормоза с электроприводом, полный комплект приборов, ковровое покрытие, подсветку карты (без люка в крыше), электрический обогрев заднего стекла, механический отпирающий механизм для хэтчбека, цифровые часы, защитную шторку для грузового отсека и расширенные колёсные диски. У моделей с механической коробкой передач выхлопная система была настроена «по-спортивному», а у моделей с автоматической коробкой передач был широко открытый переключатель дроссельной заслонки для дополнительной муфты кондиционера. Другие опции включают вентиляционные отверстия на полу и рулевое управление с усилителем или кондиционер и ручное рулевое управление, AM/FM-радио, круиз-контроль, багажник на крыше, стеклоочиститель заднего стекла, различные стили сидений и ткани, съёмный люк в крыше, правое зеркало заднего вида, шины и подвеску TRX, детское сиденье, а также очень широкий выбор цветов салона.
Заявленная степень сжатия варьировалась от 3,59:01 до 4,05:1. Окончательно в марте 1982 года было заявлено, что мощность двигателя составит 60 кВт (80 л. с.), а степень сжатия — 9,0:1.
Затем, в последнюю неделю сентября 1982 года, при сотрудничестве с компанией Bosch компания Ford Canada собрала первую модель двигателя объёмом 1,6 л с электронным впрыском топлива (EFI) для EXP GT и LN7, что сделало её первой моделью Ford, предложенной с такой опцией для рынка США. Оригинальный двигатель мощностью 70 л.с. (52 кВт) больше не выпускался. Система впрыска топлива EEC IV была добавлена к существующему двигателю H.O. CVH, который выдаёт мощность 88 л.с. (66 кВт) при 5400 оборотах в минуту и крутящий момент (127 Н•м) при степени сжатия 9,5:1, без наддува, что делает его подходящим для топлива с более высоким октановым числом. Для покупателей из высокогорных регионов двигатель 1.6 LEFI был заменен на двигатель 1.6 LHO, что сделало 1.6 LIFE ещё более редким вариантом. Также новинкой стала пятиступенчатая механическая коробка передач.
Также новинкой для 1983 модельного года стали новые базовые сиденья, изготовленные из трикотажа, а не из цельного винила, в то время как новое «спортивное» сиденье в стиле Recaro оснащалось сетчатыми подголовниками. На Mercury LN7 деревянная отделка приборной панели была заменена чёрным пластиком, а графика приборов также была изменена. Как и в случае с обычными моделями Escort/Lynx, рычаг переключения передач был сдвинут назад. Объём бензобака был увеличен до 49 л; во внешности не было никаких заметных изменений, если не считать новых вариантов колёсных дисков.

### Mercury LN7

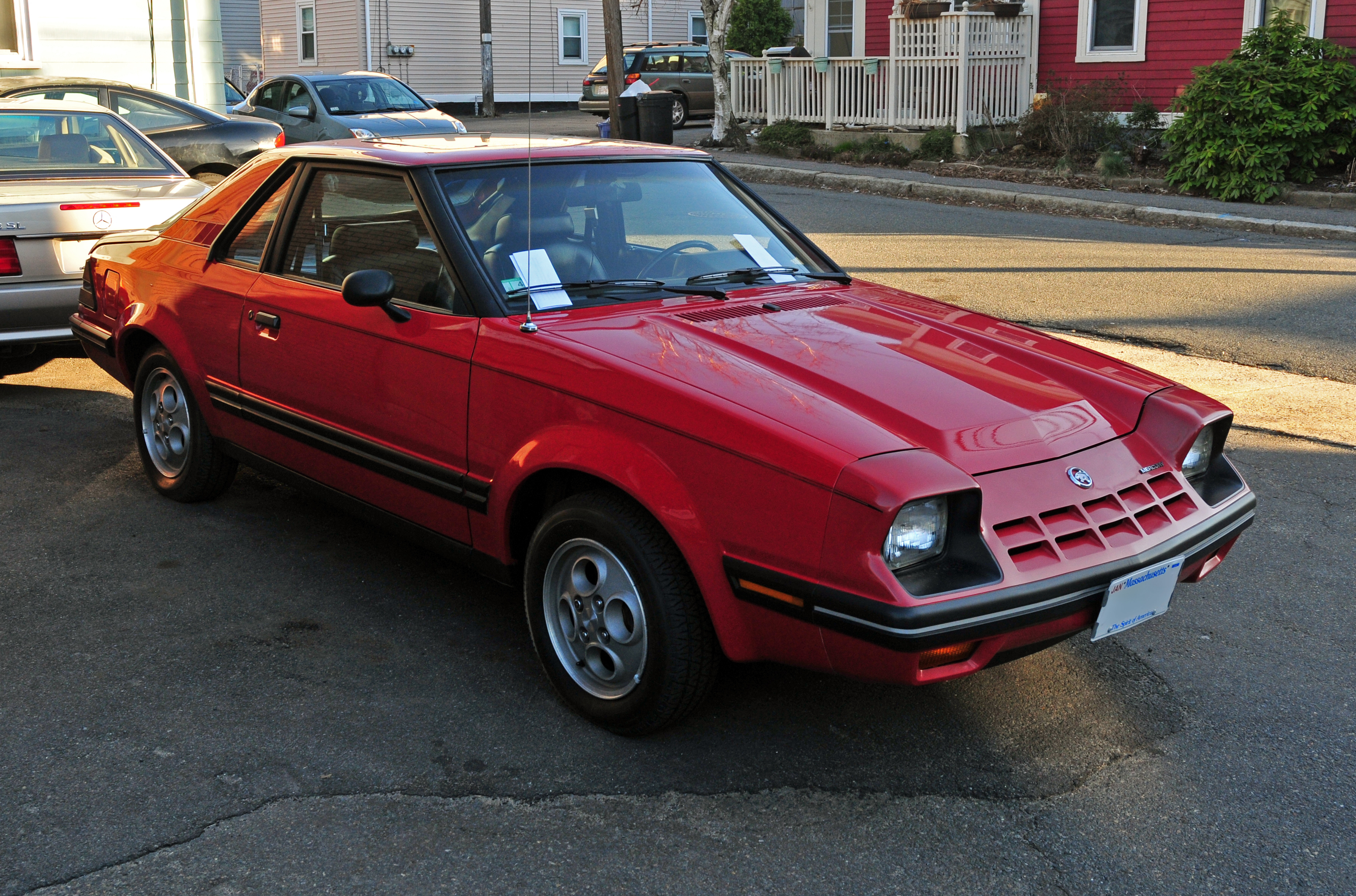
Mercury LN7

Подразделение Mercury компании Ford Motor Company выпускало модель Ford EXP под индексом Mercury LN7. Как и Mercury Lynx, автомобиль стал производным от Ford Escort. Несмотря на общую с EXP силовую установку, LN7 немного отличался по своему стилю. Вместе с Mercury Capri 1983—1986 годов LN7 был оформлен с помощью выпукло-изогнутой подсветки «Bubbleback».  Кроме того, задние фонари были окрашены в чёрный цвет, а решётка радиатора имела несколько иной дизайн, чем у двух моделей EXP. Изменения в двигателе и трансмиссии соответствовали изменениям во впечатлениях от автомобиля.
Продажи LN7 значительно превысили прогнозы и были сняты с производства после 1983 модельного года, когда было продано около 40 000 экземпляров; по сравнению с остальной линейкой Lincoln-Mercury, компактное спортивное купе с двумя сиденьями было относительно неуместно.

### TR Performance Package

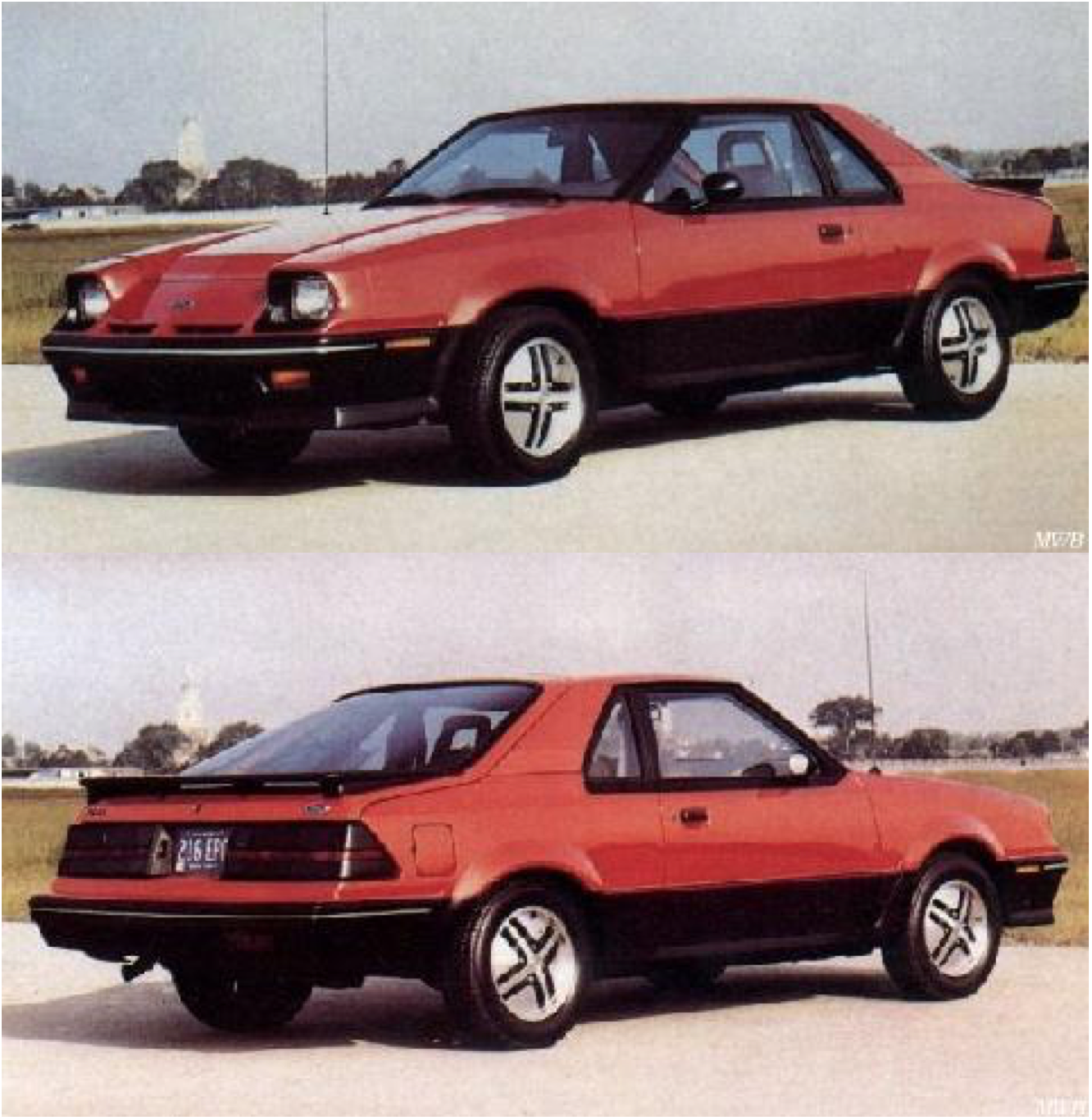
1984 Ford EXP Turbo

Пакет опций TR Performance Package был внесён в автомобили Ford EXP и Mercury LN7 в 1982 году. В 1983 году также появились шины TRX, установленные на стальные диски.
В комплект поставки TR входили специальные шины Michelin TRX специального метрического размера с колёсами диаметром 365 мм. Эти шины показали хорошие результаты, но были изготовлены только компанией Michelin и с использованием чрезвычайно мягкой резиновой смеси. Все эти факторы способствуют скользкому прохождению поворотов, но при резком торможении они превращаются в пыль и быстро изнашиваются. Шины TRX, как правило, не выпускаются с 1990-х годов, а это означает, что их можно больше не использовать, даже при идеальном хранении шины TRX, как правило, подвергаются сильному гниению. Из-за особенностей колёс TRX их размер также нельзя изменить в соответствии с 14-дюймовыми стандартами, что делает колёса TRX практически бесполезными.
Другими опциями являлись:
- Более жёсткие клапаны для стоек (у моделей Turbo они были красного цвета)
- Передние пружины с более высокой жёсткостью (160 фунтов/дюйм по сравнению со стандартными 120 фунтами/дюйм)
- Увеличенная передняя поперечная балка (26 мм по сравнению со стандартными 24 мм, у моделей Turbo — 27 мм)
- Более жёсткие втулки подвески
- Задние прогрессивные пружины с более высокой нагрузкой (320—548 фунтов/дюйм против стандартных 195 фунтов/дюйм при постоянной нагрузке).

## Второе поколение (1985—1988)

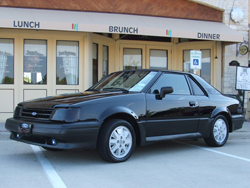
1986 Ford EXP

К середине 1980-х годов в моду вошли компактные двухместные спортивные купе. К 1985 году конкуренцию EXP составили Honda CR-X, Pontiac Fiero и Toyota MR2. Хотя последние два были среднемоторными и заднеприводными автомобилями, все они были похожи на EXP в том, что унаследовали ряд силовых агрегатов и компонентов шасси от других серийных автомобилей. После четырёх лет производства первое поколение EXP было снято с производства в 1985 модельном году.  Изначально Ford EXP был ориентирован на покупателей, которые ценили топливную экономичность превыше высоких эксплуатационных характеристик, но затем ему пришлось столкнуться с трудностями при выборе более новых спортивных автомобилей. Качество сборки и изысканность также уступали японским конкурентам.
В 1985 году группа сотрудников Ford Assembly сняла с производства EXP и модернизировала его деталями от обновлённого Ford Escort 1985 года выпуска. Этот одноразовый «прототип» был представлен генеральному директору Ford Дональду Петерсену, которому он понравился и который одобрил его производство.
EXP второго поколения, официально переименованный в Ford Escort EXP, получил кузов от стандартного Ford Escort, со скрытыми фарами и янтарные линзы указателей поворота. Escort EXP получил характерный для данной модели передний бампер со встроенной воздушной заслонкой; как и Escort GT, EXP выпускался с собственной решёткой радиатора, отличающейся единственной прорезью под эмблемой Ford. Были сохранены серые линзы задних фонарей, появившиеся в 1985 году. Чтобы соответствовать заниженным передним бамперам, дизайн задних бамперов был изменен.
Наряду с внешним видом, интерьер EXP был переработан в соответствии с остальной линейкой Ford Escort. Последний EXP сошёл с конвейера в октябре 1988 года. Всего было собрано около 225000 экземпляров.

### Luxury Coupe (05.1985—1988)
Ford Escort EXP Luxury Coupe оснащался тканевыми/виниловыми (или полностью виниловыми) сиденьями с низкой спинкой (от стандартного Ford Escort), стереоприёмником AM/FM, консолью над головой, левым зеркалом с дистанционным управлением, тахометром и счётчиком пробега. С момента выпуска в 1985 году и до конца 1986 года Luxury Coupe оснащался рядным двигателем 1,9 LCVH с 2-цилиндровым карбюратором мощностью 90 л. с. (67,1 кВт). В 1987 и 1988 годах 1,9-литровый двигатель оснащался системой впрыска топлива через дроссельную заслонку Ford CFI (центральный впрыск топлива), при этом мощность двигателя по-прежнему составляла 90 л. с. (67,1 кВт).

### Sport Coupe (1986—1988)
Представленный в 1986 году спортивный купеобразный Ford Escort EXP выпускался до 1988 года. Внешне автомобиль отличался 15-дюймовыми легкосплавными дисками, двойными зеркалами с электроприводом и противотуманными фарами. Оно было оснащено компонентами от Ford Escort GT, включая модернизацию подвески и тормозов, а также спортивные ковшеобразные сиденья. Спортивное купе, оснащённое центральной консолью, было оснащено системным монитором (со светодиодами в качестве предупреждающих индикаторов для фар, задних фонарей и уровня топлива). Спортивное купе оснащалось версией 1,9-литрового двигателя CVH мощностью 106 л. с. (79 кВт), оснащённой системой многопозиционного впрыска топлива. В 1987 году мощность была увеличена до 115 л. с. (86 кВт).

## Продажи
| Ford (Escort) EXP/ Mercury LN7 | Ford (Escort) EXP/ Mercury LN7 | Ford (Escort) EXP/ Mercury LN7 | Ford (Escort) EXP/ Mercury LN7 |
| Год                            | Ford EXP                       | Mercury LN7                    | EXP & LN7 вместе               |
| ------------------------------ | ------------------------------ | ------------------------------ | ------------------------------ |
| 1982                           | 98,256                         | 35,147                         | 133,403                        |
| 1983                           | 19,697                         | 4,528                          | 24,225                         |
| 1984                           | 23,016                         |                                |                                |
| 1985                           | 26,462                         |                                |                                |
| 1986                           | 30,978                         |                                |                                |
| 1987                           | 25,888                         |                                |                                |
| 1988                           |                                |                                |                                |
| Всего                          | 224,297                        | 39,675                         | 263,972 (в совокупности)       |